# Iglesia de Santa María presso San Celso
La iglesia de Santa Maria presso San Celso (en italiano: Chiesa di Santa Maria dei Miracoli presso San Celso, lit. 'Santa María de los Milagos cerca de San Celso') es una iglesia-santuario en Milán, Lombardía, Italia septentrional. El edificio fue una de las primeras arquitecturas plenamente renacentistas de Milán.

## Historia y vista general

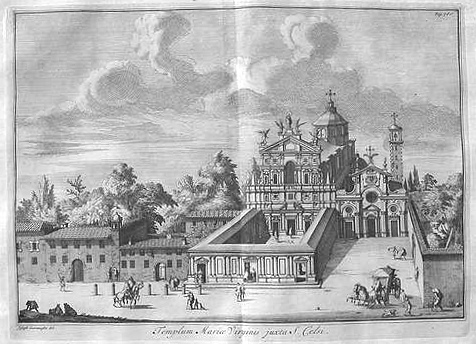
Vista del complejo en 1704.

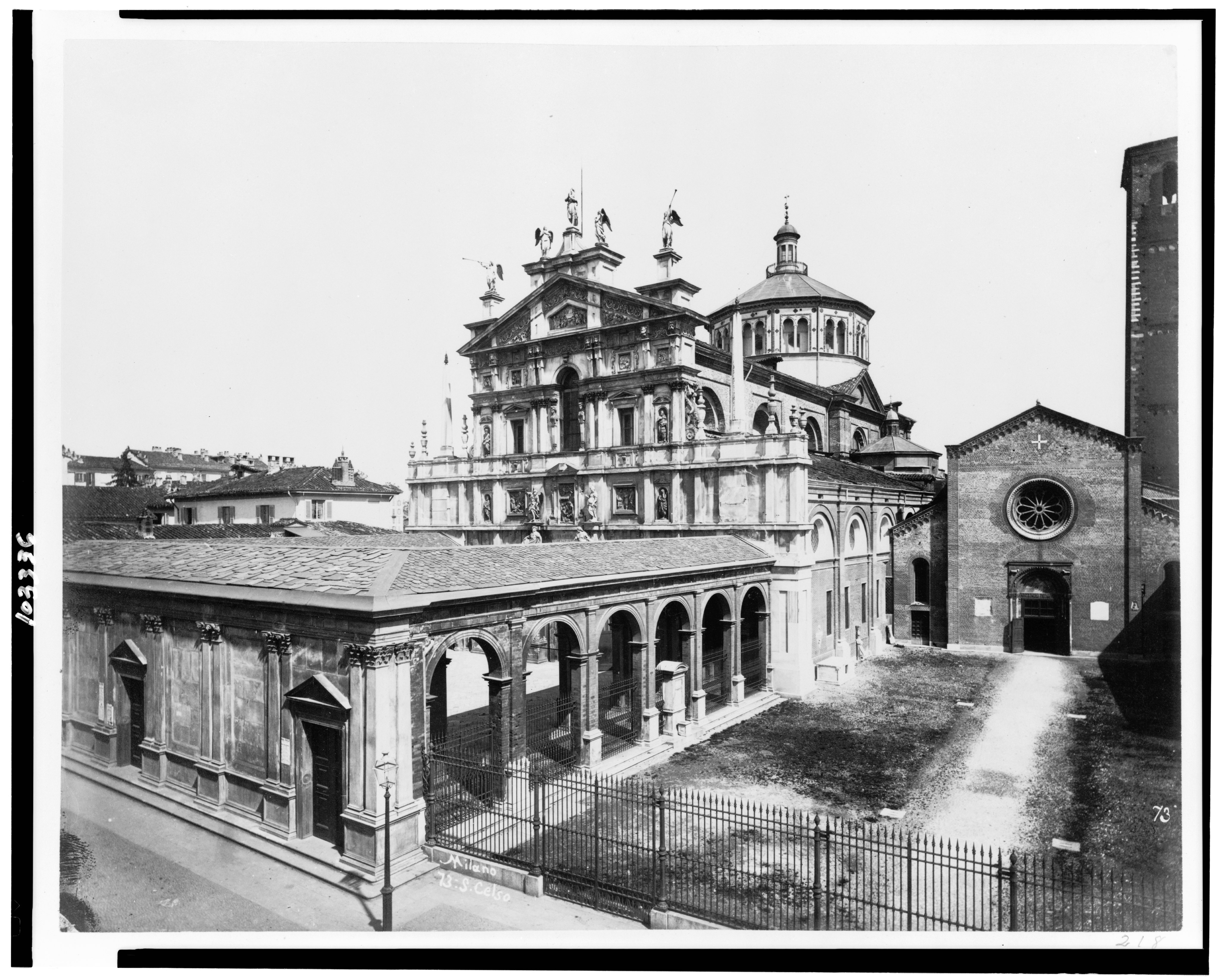
El Quadripórtico desde el exterior, foto de época

La construcción fue comenzada por Gian Giacomo Dolcebuono y Giovanni Battagio en 1493, para albergar un milagroso icono de la Virgen, inicialmente una iglesia de planta central, aunque en la continuación bastante rápida de las obras se dotó de una nave y un atrio porticado delante de la fachada.
La primera parte construida fue la cúpula octogonal, cubierta externamente por un tambor con una logia y arcadas decoradas por doce estatuas de terracota obra de Agostino de Fondulis, diseñado en estilo lombardo por Giovanni Antonio Amadeo (1494-1498).
En 1506 al edificio original se añadieron un complejo con una nave central y dos naves laterales, la primera cubierta por una bóveda de cañón monumental también obra de Amadeo; el presbiterio recibió una girola poligonal inspirada en la del Duomo.
En el siglo XVI se añadió también el pórtico cuadrado en estilo clásico, quizá diseñado por Cesare Cesariano o Cristoforo Lombardo (il Lombardino). La fachada masiva fue diseñada por Galeazzo Alessi (1512-1572) a finales del siglo XVI y fue realizada por Martino Bassi; está decorada por numerosas estatuas y relieves por Stoldo Lorenzi y Annibale Fontana.

## Interior
El interior alberga numerosas obras de artistas del renacimiento y barroco milanés: Giovan Battista Crespi (il Cerano), Camillo y Giulio Cesare Procaccini, Carlo Francesco Nuvolone, Antonio Campi, Bergognone, Callisto Piazza y otros. Destacan el Bautismo de Jesús de Gaudenzio Ferrari y Giovan Battista della Cerva, la Caída de san Pablo por Moretto y, en el altar del transepto derecho, un retablo de Paris Bordone. La linterna del coro es obra de Giuseppe Meda.
En el transepto izquierdo, dentro de un altar diseñado por Martino Bassi, está la venerada estatua de mármol de la Asunción de la Virgen de Annibale Fontana (1586) con dos ángeles posteriores de Giulio Cesare Procaccini.

## San Celso

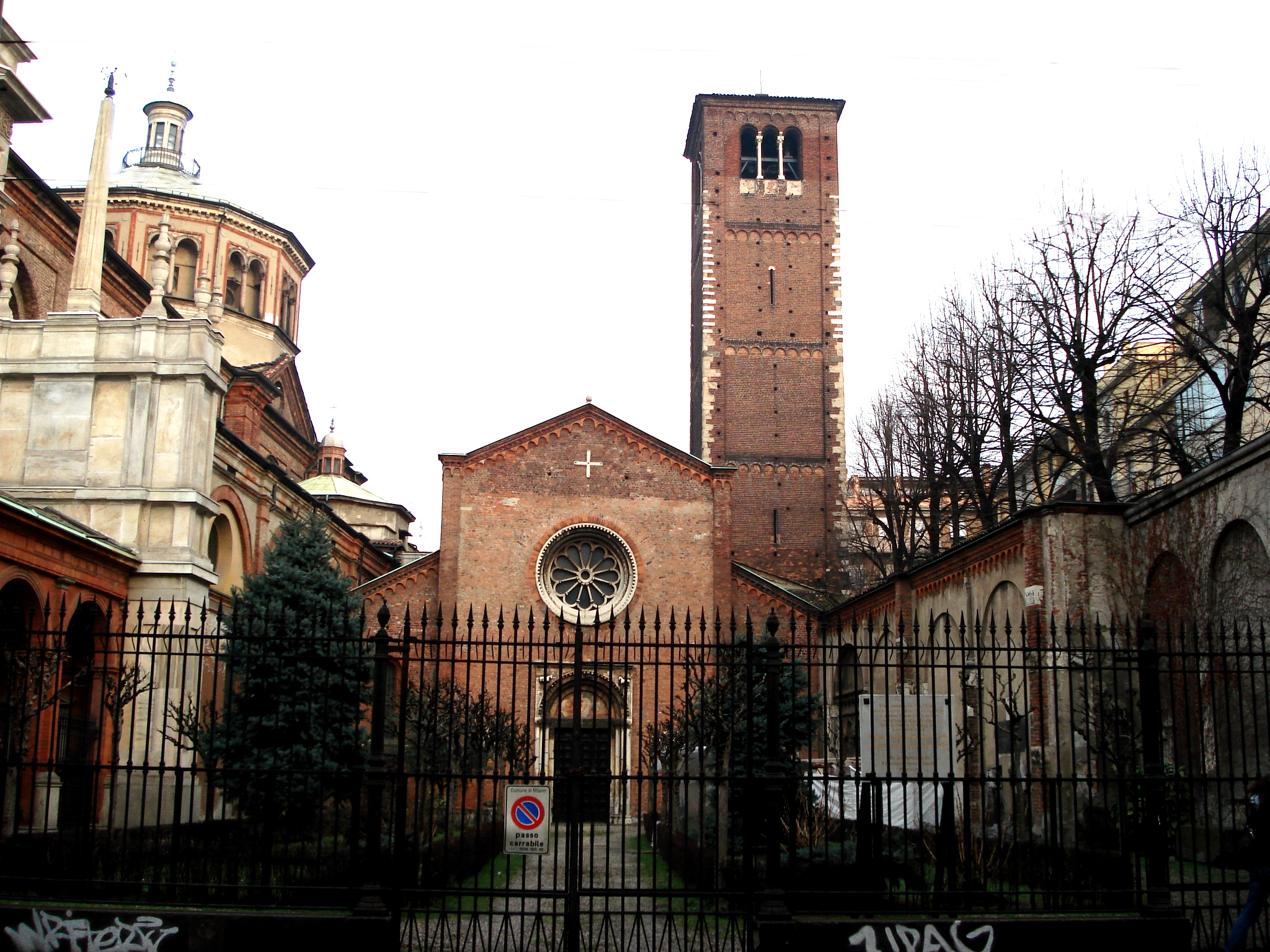
La iglesia de San Celso

Junto a Santa Maria está la iglesia románica de San Celso, dedicada al mártir san Celso, que estaba en gran parte demolida. Fue fundado en el siglo IV y reconstruida en el siglo XI.
La fachada (rehecha en el siglo XIX) tiene un rosetón y un portal románico con decoración de figuras animales. También del siglo XI es el campanario.

Panoramica del quadriportico

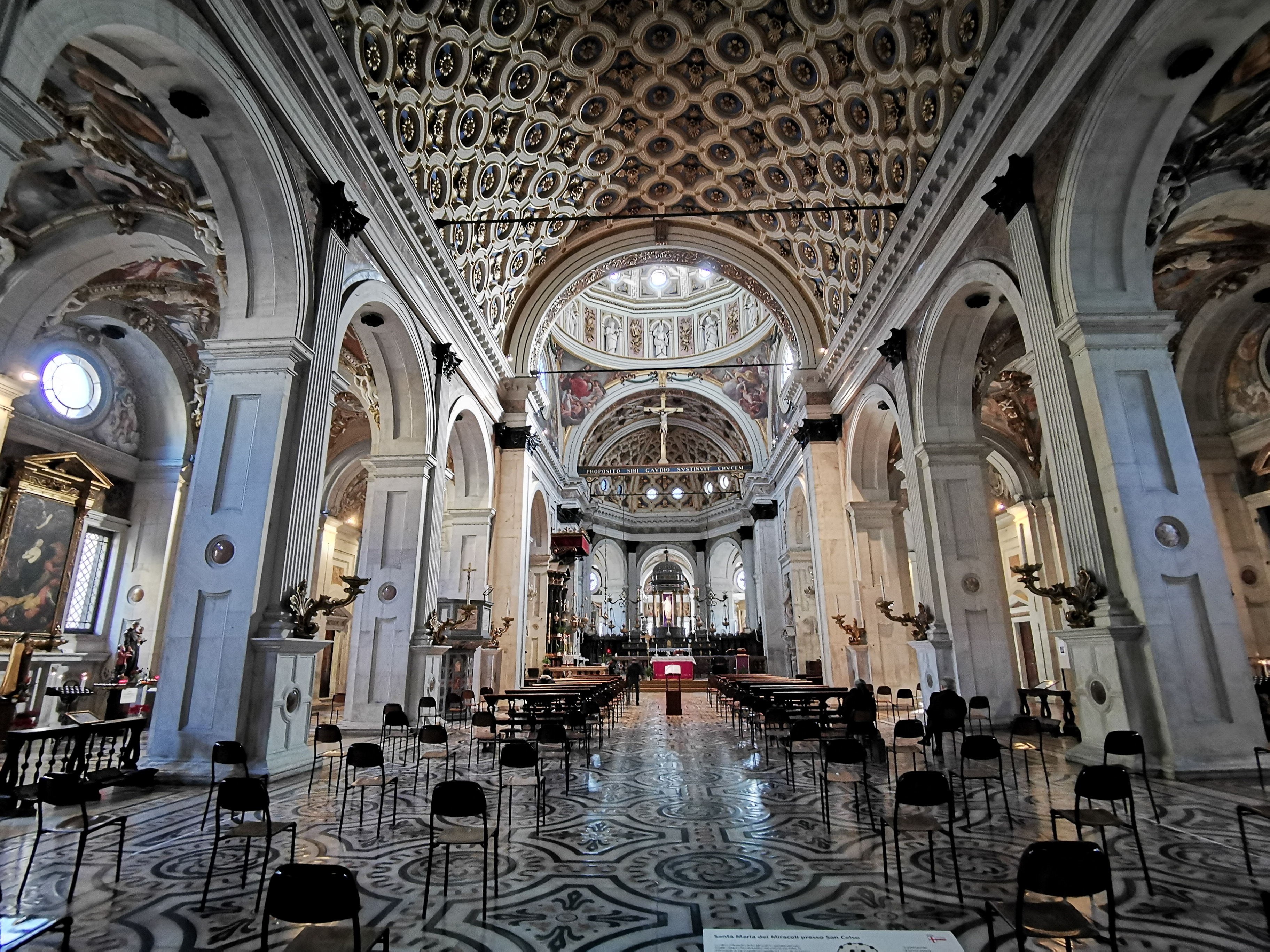
Vista del interior

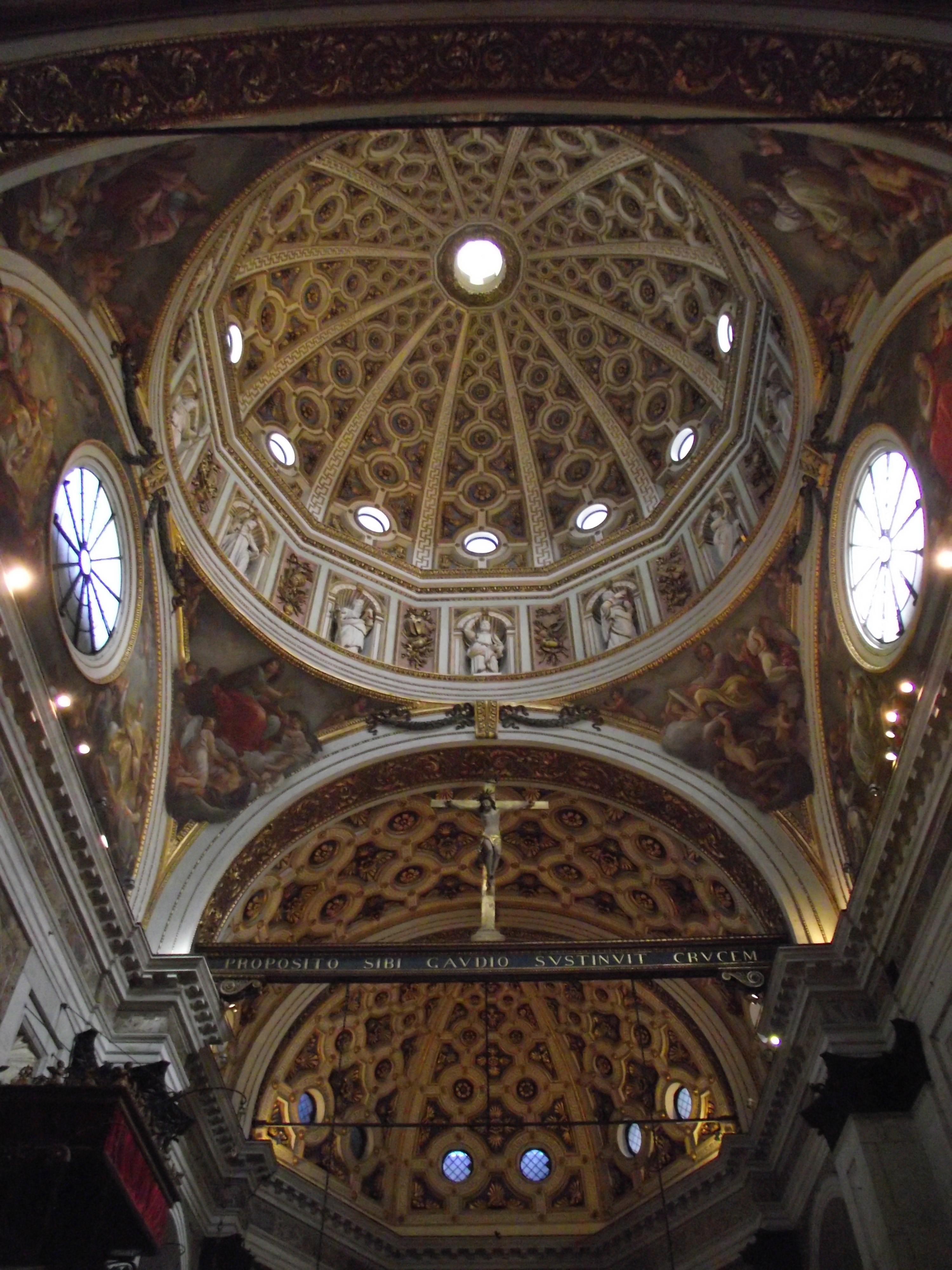
La bóveda del presbiterio y la cúpula